# مخطط عمليات (لغة النمذجة الموحدة)

UML 1.x مخطط نشاط لعملية العصف الذهني الموجهة.

مخططات العمليات أو الأنشطة عبارة عن تمثيلات بيانية لسير عمل الأنشطة والإجراءات التدريجية مع دعم الاختيار والتكرار والتزامن. في لغة النمذجة الموحدة، يهدف مخطط العمليات إلى نمذجة كل من العمليات الحسابية والتنظيمية (أي تدفقات العمل)، بالإضافة إلى تدفقات البيانات المتقاطعة مع الأنشطة ذات الصلة. على الرغم من أن مخطط العمليات يُظهر في المقام الأول التدفق الكلي للتحكم، إلا أنه يمكن أن يتضمن أيضًا عناصر تُظهر تدفق البيانات بين الأنشطة من خلال واحد أو أكثر من مخازن البيانات.

## روابط خارجية
- مقالات عن أنشطة وإجراءات UML 2
- مخططات النشاط: ما هي وكيف يتم استخدامها